# Camissonia contorta
Camissonia contorta är en dunörtsväxtart som först beskrevs av David Douglas, och fick sitt nu gällande namn av Thomas Henry Kearney. Camissonia contorta ingår i släktet Camissonia och familjen dunörtsväxter. Inga underarter finns listade i Catalogue of Life.

## Bildgalleri

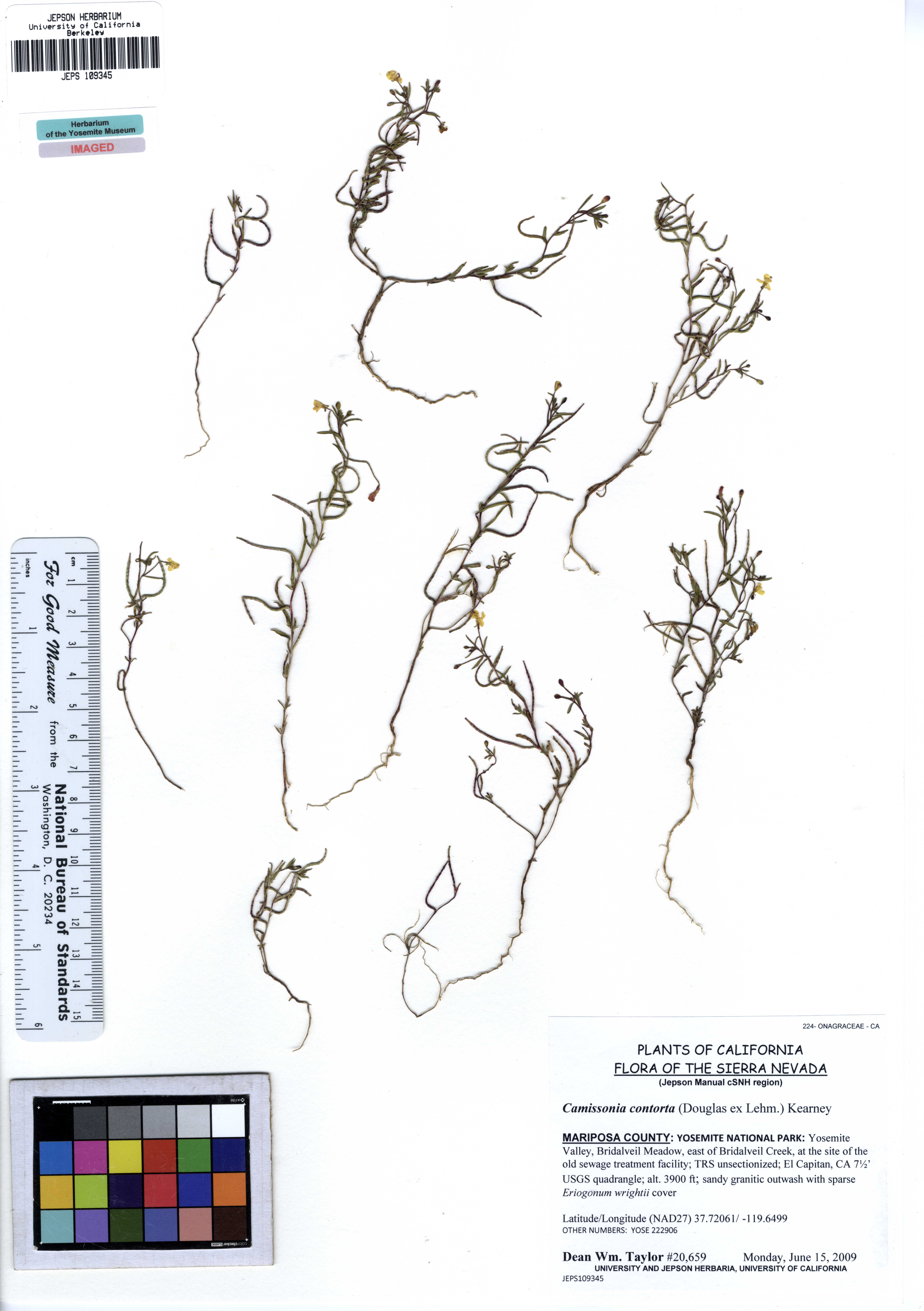